# Registre (estructura de dades)
Un registre, en programació, és un tipus de dada estructurada format per la unió de diversos elements sota una mateixa estructura. Aquests elements poden ser, o bé dades elementals (enter, real, caràcter…), o bé altres estructures de dades. A cadascun d'eixos elements se li diu camp.
Un registre es diferencia d'un vector que aquest és una col·lecció de dades iguals, és a dir, tots del mateix tipus, mentre que en una estructura els elements que la componen, encara que podrien ser-lo, no té per què ser del mateix tipus.

## Exemple: Creació d'un registre (o estructura) en C
Un exemple de com es declararia un registre en C podria ser: 
```
typedef struct TipoNodo
{
int dato;
struct TipoNodo *sig;
struct TipoNodo *ant;
} TNodo;
```

En aquest exemple es defineix el tipus de dada TNodo (o struct TipoNodo, seria equivalent) com una estructura (registre) que conté una dada de tipus enter i dos punters sig i ant (següent i anterior) que serveixen per a referenciar a altres registres del tipus TNodo. Aquesta és l'estructura de dades que se sol utilitzar com node en les llistes doblement enllaçades.

## Registre en bases de dades
El concepte de registre que s'acaba de presentar és molt similar al concepte de registre en bases de dades, aquest segon es refereix a una col·lecció de dades que fan referència a un mateix ítem que es van a guardar en una fila d'una taula de la base de dades…